# Heyde (Adelsgeschlecht)

Wappen derer von der Heyde

Heyde ist der Name eines alten schlesischen Adelsgeschlechts. Die Herren von der Heyde gehörten ursprünglich zum niederschlesischen Uradel. Die Familie, deren Zweige zum Teil bis heute bestehen, ist stammesverwandt mit der Familie von Heydebrand. Keine Stammesverwandtschaft besteht zu weiteren Adelsgeschlechtern ähnlicher Schreibweise wie den von der Heyden und von Heyden, die aus anderen Gegenden stammen und unterschiedliche Wappen führen.

## Geschichte

### Herkunft
Erstmals urkundlich erwähnt wird das Geschlecht mit Heinrich von Berolisdorf (Bärsdorf) am 25. Januar 1287 auf Heinrichsdorf (Heinersdorf) im Herzogtum Liegnitz. Mit ihm beginnt auch die ununterbrochene Stammreihe der Familie.

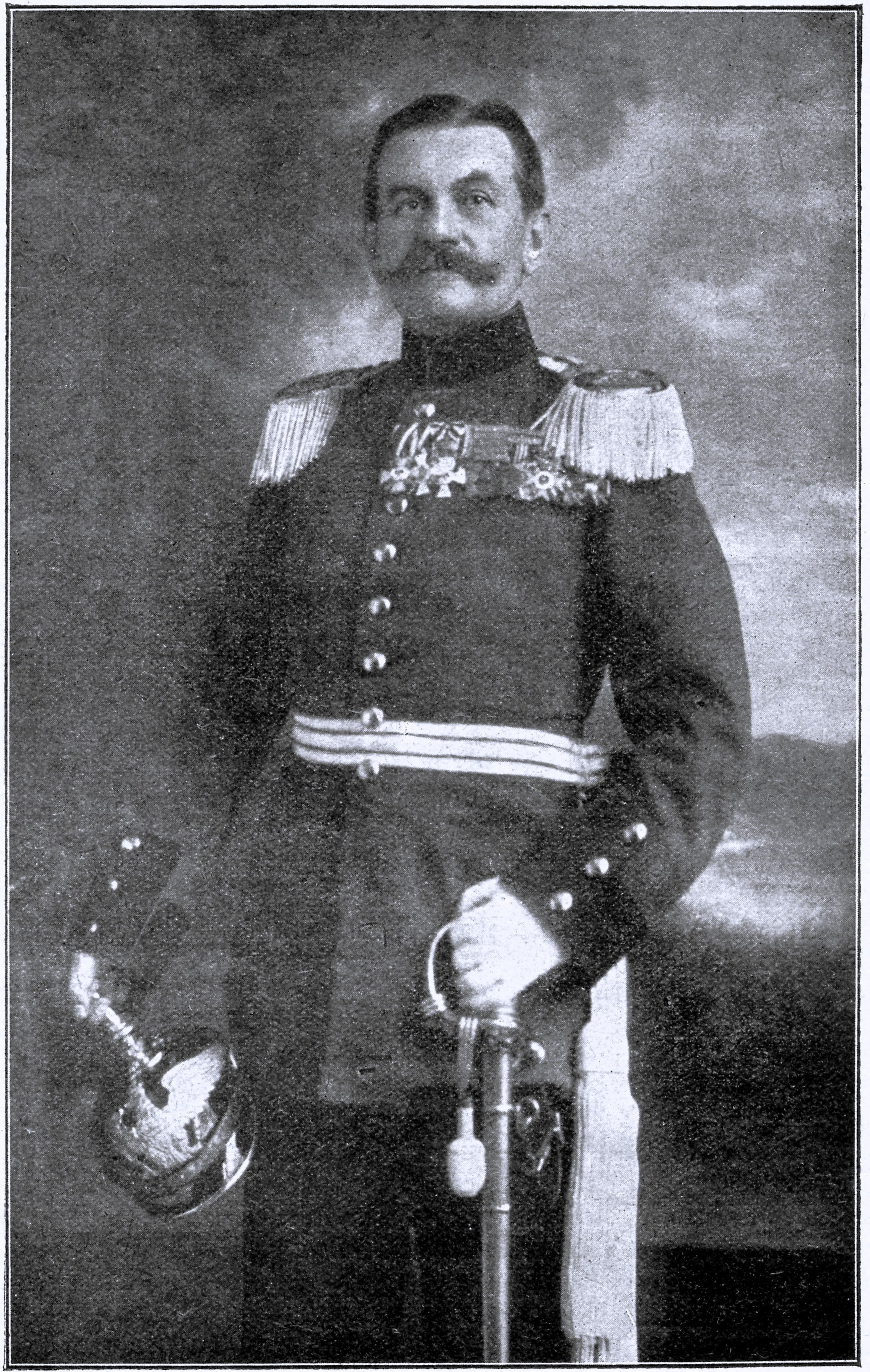
Hermann von der Heyde (1857–1942)

Niklin de Hayda in Liegnitz, der im Jahre 1342 in einer Urkunde erscheint und ein Nachkomme des 1287 urkundlich genannten Heinrich war, führt als erster Angehöriger den Namen Hayda bzw. Heyde. Um 1320 wurde der namensgebende Besitz Haidau von Heinrichsdorf abgeteilt. Ab der zweiten Hälfte des 14. Jahrhunderts erscheint die Namensform von der Heyde.

### Ausbreitung und Persönlichkeiten
Nach Sinapius erwarben einige Mitglieder der Familie das Bürgerrecht der Stadt Liegnitz unbeschadet ihres Adels. Ende des 13. Jahrhunderts (1294) stand Stephan von der Heyde wegen seiner Treue in hoher Gunst bei Herzog Heinrich von Breslau. Jesco von der Heyde war 1389 Richter zu Sommerfeld. 1469 ernannte König Matthias Corvinus Johannes von der Heyde zum Vizehauptmann des Fürstentums Breslau. Er ist wahrscheinlich identisch mit Hans von Heyde auf Seiffersdorf, Rat von Bischof Rudolph von Breslau und Vizehauptmann des Fürstentums Breslau. 1529 waren Erasmus und Just von der Heyde in Wien, als die Stadt von den Türken belagert wurde. 1603 erscheint Wilhelm von der Heyde als Marschall des Herzogs Karl II. von Münsterberg und Oels und 1663 Melchior von Heyde auf Pangel als Burggraf des Herzogs Georg III. von Liegnitz und Brieg zu Strehlen.
Anfang des 17. Jahrhunderts teilte sich die Familie in zwei Linien. Stifter der Linien waren die beiden Brüder Friedrich und Jakob von der Heyde, Söhne des Georg Abraham von der Heyde († um 1620) auf Großsärchen (bis 1598) und Tschorne und dessen Frau Barbara von Wiedebach.

#### Erste Linie
Friedrich von der Heyde (* um 1590–1666), der Begründer der ersten Linie zu Tschaksdorf, heiratete 1617 Eva von Oppel aus dem Haus Leuthen. Einer ihrer Nachkommen war Heinrich Sigismund von der Heyde (1703–1765), der 1755 Kommandant der Festung Friedrichsburg bei Königsberg wurde. Anfang des Siebenjährigen Krieges verteidigte er die Festung gegen die Russen. 1758 musste er sich mit der Besatzung nach Pommern zurückziehen, wo ihn der preußische König Friedrich II. zum Kommandanten von Kolberg ernannte. Die Stadt verteidigte er zweimal erfolgreich gegen Russen und Schweden, erst nach einer dritten Belagerung musste er die Festung übergeben und wurde gefangen genommen. Er starb 1765 als preußischer Oberst in Kolberg. Wegen seiner Verdienste erscheint Heinrich Sigismund am Fries des Reiterstandbildes von Friedrich dem Großen in Berlin Unter den Linden. Johann Daniel von der Heyde (1750–1808), preußischer Kapitän im Regiment „Prinz von Oranien“, heiratete 1784 in Kolberg Johanna Dorothea Le Tannuex de Saint-Paul (1765–1854). Das Paar konnte mit acht Kindern, vier Söhnen und vier Töchtern, die Linie fortsetzen. Die Söhne Detloff August (auch Detlaw) und Friedrich Wilhelm teilten die erste Linie in zwei weitere Äste.
Detloff August von der Heyde (* 1785), der Stifter des ersten Astes, war Generalmajor und Kommandant der Festung Neisse. Er starb 1863 als preußischer Generalleutnant a. D. Aus seiner 1815 geschlossenen Ehe mit Wilhelmine Chelmeck (1790–1879) ging der Sohn Friedrich Heinrich von der Heyde (1816–1900), preußischer Oberstleutnant, hervor. Er heiratete 1854 Laura von der Heyde (1831–1875), eine entfernte Verwandte. Deren Sohn Hermann Heinrich Sigismund von der Heyde (1857–1942) starb 1942 als Generalmajor a. D. Er hinterließ aus seiner 1887 geschlossenen Ehe mit Agnes von Schloten, die Tochter Laura Eva Sismonda Agnes (* 1890) und den Sohn Karl Rochus Heinrich-Sigismund (* 1891).
Friedrich Wilhelm von der Heyde (* 1798), der Stifter des zweiten Astes, diente zuletzt im 22. Infanterie-Regiment und starb 1864 als preußischer Major a. D. Er heiratete 1829 Ida Pauline Louise von Wedel (1806–1846) und hinterließ eine Tochter und zwei Söhne. Paul Heinrich Sigismund August von der Heyde (1836–1910), das jüngste Kind, wurde preußischer Generalmajor. Von dessen Söhnen wurde Paul Heinrich Sigismund Adrian von der Heyde (1862–1946) Generalleutnant und Ehrenritter des Johanniterordens, Robert Heinrich Sigismund Gustav von der Heyde (1866–1928) und Friedrich Wilhelm Heinrich Sigismund von der Heyde (1867–1918), preußische Oberste. Hans Wolf Berthold Heinrich Sigismund von der Heyde starb 1919 als preußischer Major a. D. Alle Brüder, die auch drei Schwestern hatten, hinterließen Nachkommen. Heinrich Sigismund von der Heyde (* 1896), ein Sohn von Robert Heinrich Sigismund Gustav, starb 1944 als Generalmajor der Luftwaffe.

#### Zweite Linie
Jakob von der Heyde (* um 1600; † um 1636) war der Begründer der zweiten Linie zu Trebatsch bzw. Kremlin (Cremlin). Sein Nachkomme in der dritten Generation war Johann Adolf von der Heyde auf Richlich bei Schönlanke. Er heiratete 1735 Abigail Judith von Krockow. Ihr gemeinsamer Sohn Johann Kaspar von der Heyde (* 1740), auf Kremlin und Sabow mit dem Vorwerk Tangerhof im ehemaligen Landkreis Soldin, starb 1807 als preußischer Generalmajor. Er heiratete 1779 Karoline Wilhelmine Helene von Belling (1759–1813). Das Paar hatte zwei Söhne. Christian Adolf Ludwig Gottlob von der Heyde (* 1785) starb unverheiratet am 5. Januar 1847. Der zweite Sohn Friedrich Wilhelm von der Heyde (* 1787) wurde preußischer Rittmeister. Er diente zuletzt im Blücher-Husaren-Regiment. Mit seinem Tod am 15. November 1847 erlosch diese Linie im Mannesstamm. Seiner 1821 geschlossenen Ehe mit Karoline Mathilde Isenburg (1803–1882) entsprang eine Tochter: Antonie Helene Adolfine von der Heyde (* 1826) heiratete 1850 Karl Friedrich Wilhelm von Sydow.

### Besitzungen
Die Familie besaß zeitweise Güter zu Lauterbach, Hennersdorf, Altstadt, Nimptsch und Pange. Später konnte auch Grundbesitz in der Niederlausitz und der Mark Brandenburg erworben werden. In der Niederlausitz war Starzeddel bei Guben bereits 1550 in deren Besitz sowie Tzschacksdorf und Zschorne unweit von Sorau um 1600 und Dubrauke und Trebbus bei Luckau 1629.
In neuerer Zeit waren Angehörige der Familie in Schlesien noch 1797 zu Habendorf im Herzogtum Schweidnitz und in der Provinz Brandenburg zu Cremlin im Landkreis Soldin 1847 begütert.

## Wappen

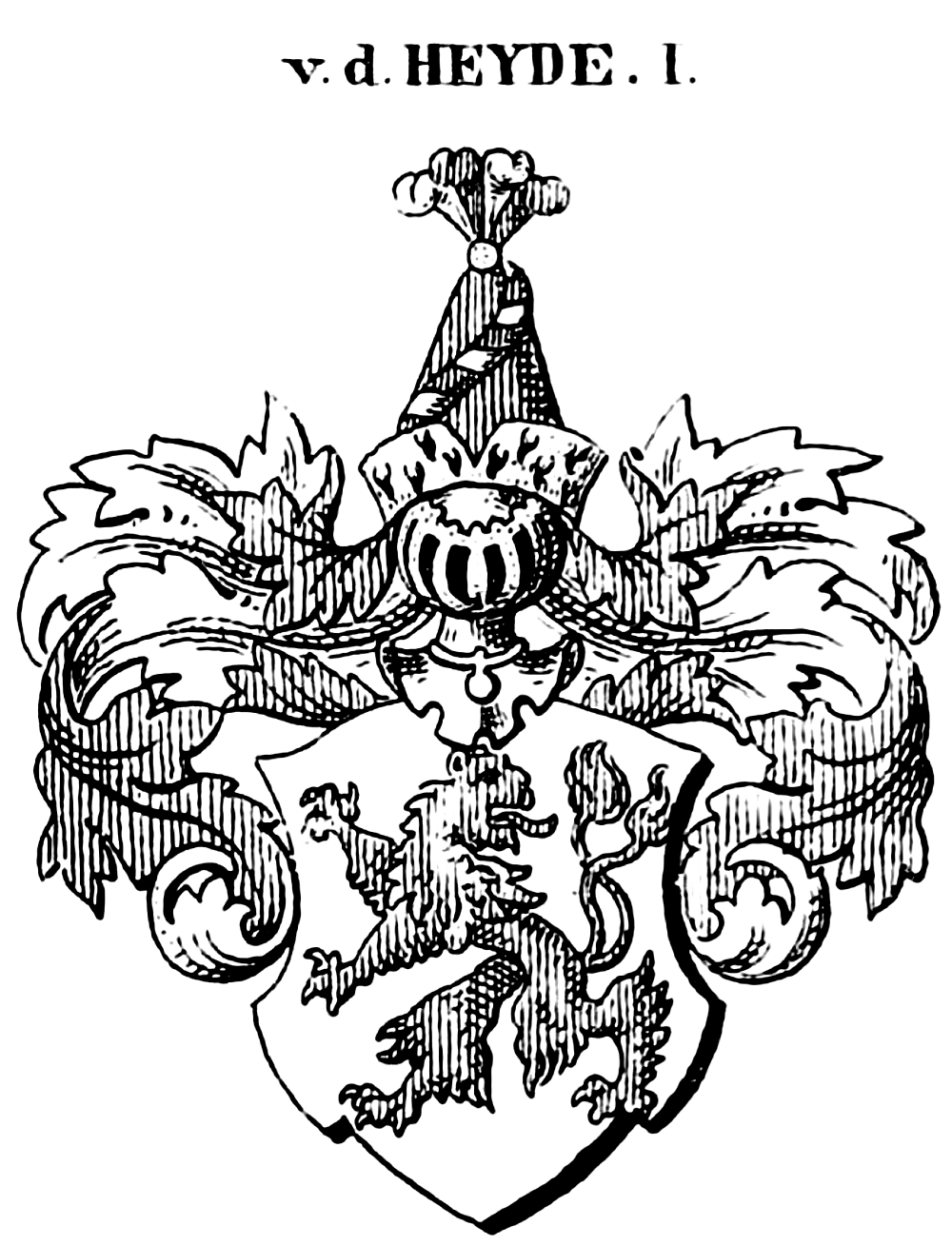
Wappen derer von der Heyde in Siebmachers Wappenbüchern

### Familienwappen
Das Wappen zeigt in Silber einen rückschauenden roten Löwen. Auf dem Helm mit rot-silbernen Helmdecken eine hermelingestulpte, mit rot-silberner Schnur schrägrechts umwundene und mit vier (rot, silber, rot, silber) Straußenfeder besteckte rote Tatarenmütze. Das Wappen erscheint auf einem Siegel aus dem Jahre 1444.
Das Wappen der Liegnitzer und Breslauer Zweiges sowie das derer von Heydebrand ist gespalten. Rechts in Silber ein roter Schrägrechtsbalken, begleitet von zwei roten Sternen (Wappen derer von Pack auf Priebus), links in Blau ein einwärtsgekehrter gekrönter goldener Löwe. Auf dem Helm mit rechts rot-silbernen und links blau-goldenen Helmdecken der Löwe wachsend zwischen einem blau-silbernen Flug und unter einem in den Schildfarben gebrochenen Balken, der auf der silbernen Hälfte mit einem roten und auf der blauen mit einem goldenen Stern belegt ist.

### Wappensage
Einer alten Sage nach hat die Familie wegen ihrer besonderen Tapferkeit, weil sie den Kopf eines vornehmen Tataren davonbrachten, nach der Schlacht bei Liegnitz (1241) dieses Wappen erhalten ebenso wie andere schlesische Adelsfamilien, die in ihrem Wappen eine tatarische Mütze führen.

## Bekannte Familienmitglieder
- Conrad von der Heyde (* um 1675; † 18. Jhdt.), preußischer Land- und Justizrat
- Heinrich Sigismund von der Heyde (1703–1765), preußischer Oberst und Festungskommandant von Kolberg
- Siegmund Friedrich August von der Heyde, kursächsischer Generalmajor, 1791ff Chef des Kursächsischen Infanterieregiments No. 13
- Johann Caspar von der Heyden (1740–1807), preußischer Generalmajor
- Gustav von der Heyde (1785–1863), preußischer Generalleutnant
- Paul von der Heyde (1836–1910), preußischer Generalmajor
- Hermann von der Heyde (1857–1942), preußischer Generalmajor
- Paul von der Heyde (1862–1946), preußischer Generalleutnant
- Heinrich-Sigismund von der Heyde (1896–1944), deutscher Generalmajor